# 蝶々のしゃぼん玉人生
『蝶々のしゃぼん玉人生』（ちょうちょうのしゃぼんだまじんせい）は、1958年11月17日から1960年10月31日まで、大阪テレビ → 朝日放送の製作により、ラジオ東京テレビ系列局で放送されていたコメディ番組である。共進社油脂工業（現・牛乳石鹸共進社）の一社提供。全100回。放送時間は毎週月曜 20:00 - 20:30 （日本標準時）。

## 概要
上方漫才師のミヤコ蝶々が主役、南都雄二が副主役となるコメディを、毎回設定を変えながら放送していた番組。2人にとって初のテレビレギュラー番組であり（当時2人が出演していた『夫婦善哉』はまだラジオ放送のみだった）、後に蝶々が出演する朝日放送の番組『スチャラカ社員』に先駆けたコメディでもある。また、共進社油脂工業の一社提供番組でひらがな表記の「しゃぼん玉」を冠したのは、本番組が初である。
番組はその後、放送100回達成を機に『しゃぼん玉劇場』と改題リニューアルした。こちらもひらがな表記の「しゃぼん玉」をタイトルに冠していた。

## 出演者
- ミヤコ蝶々
- 南都雄二
- 芦乃家雁玉（後の芦の家雁玉）
- 茶川一郎
- 谷口実
- 広野みどり
- 中山千夏

## スタッフ
- 原作：名和青朗
- 脚本：名和青朗